# Diastole (retorica)
La diastole è una figura retorica di accento che prevede lo spostamento dell'accento tonico verso la fine della parola a fini metrici o di rima.
Il suo contrario è la sistole. 

## Etimologia
Dal latino tardo diastŏle, dal greco διαστολή «dilatazione», derivato di διαστέλλω «disunire, dilatare».

## Esempi
(Ugo Foscolo, Dei sepolcri)
(Gabriele D'Annunzio, Alcyone)